# Cirey-sur-Blaise
Cirey-sur-Blaise là một xã trong tỉnh Haute-Marne, thuộc vùng Grand Est của nước Pháp, có dân số là 108 người (thời điểm 1999).

## Thông tin nhân khẩu
| 1962 | 1968 | 1975 | 1982 | 1990 | 1999 |
| ---- | ---- | ---- | ---- | ---- | ---- |
| 135  | 171  | 155  | 126  | 100  | 108  |